# Dahab

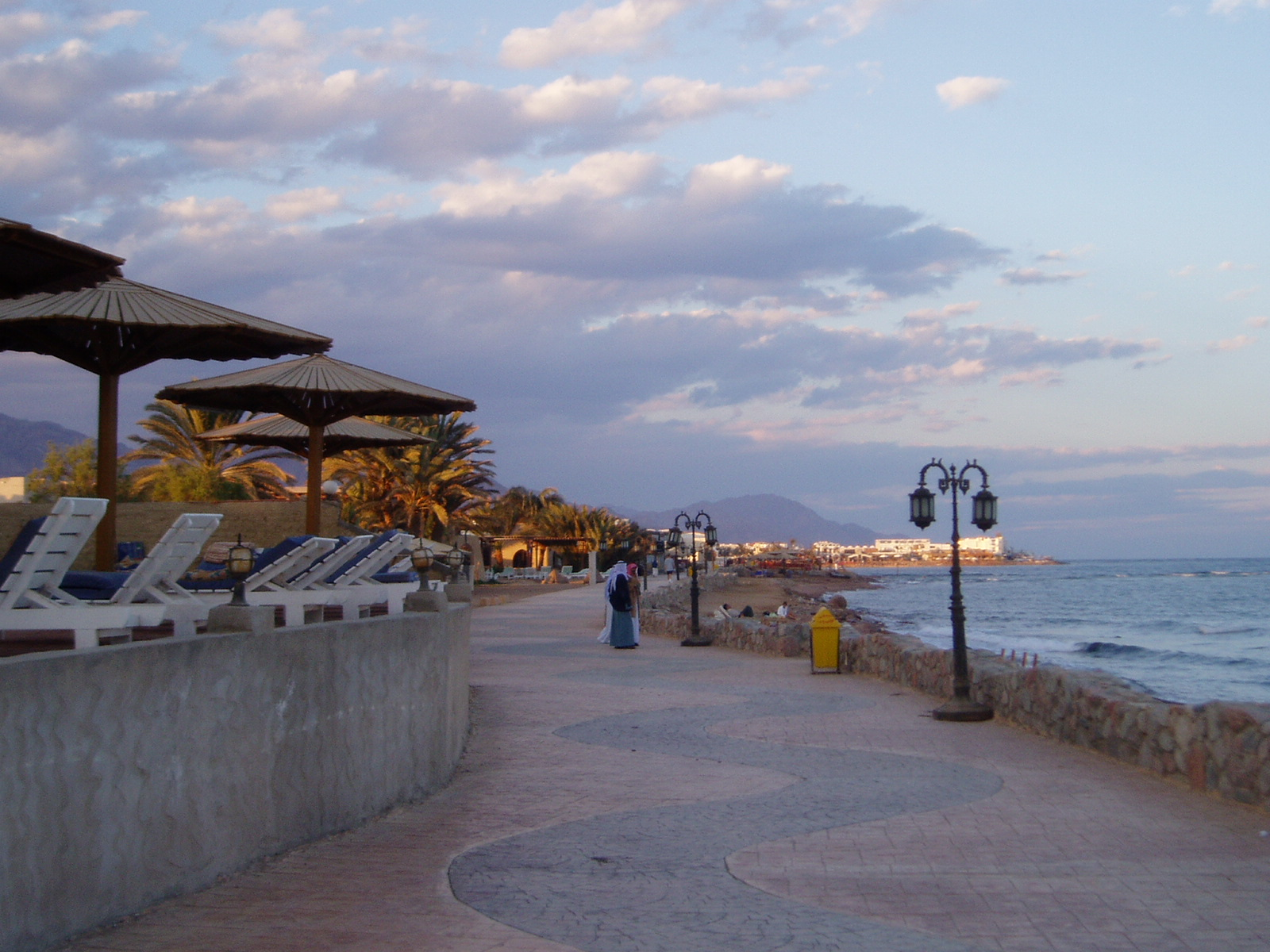
Paseo marítimo en un día de invierno

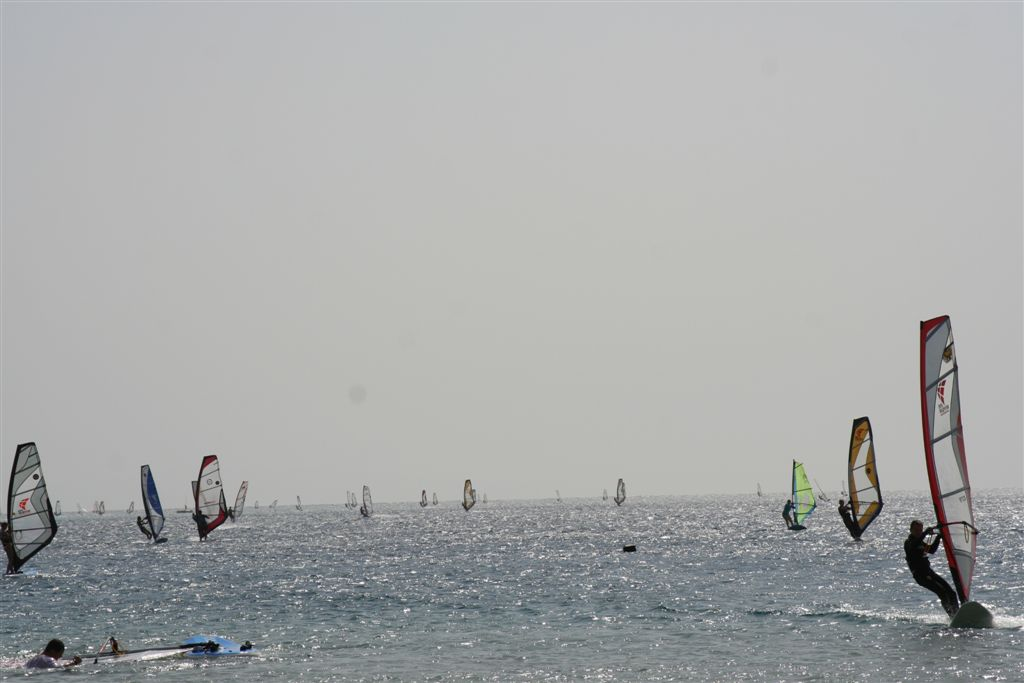
Windsurf en la laguna

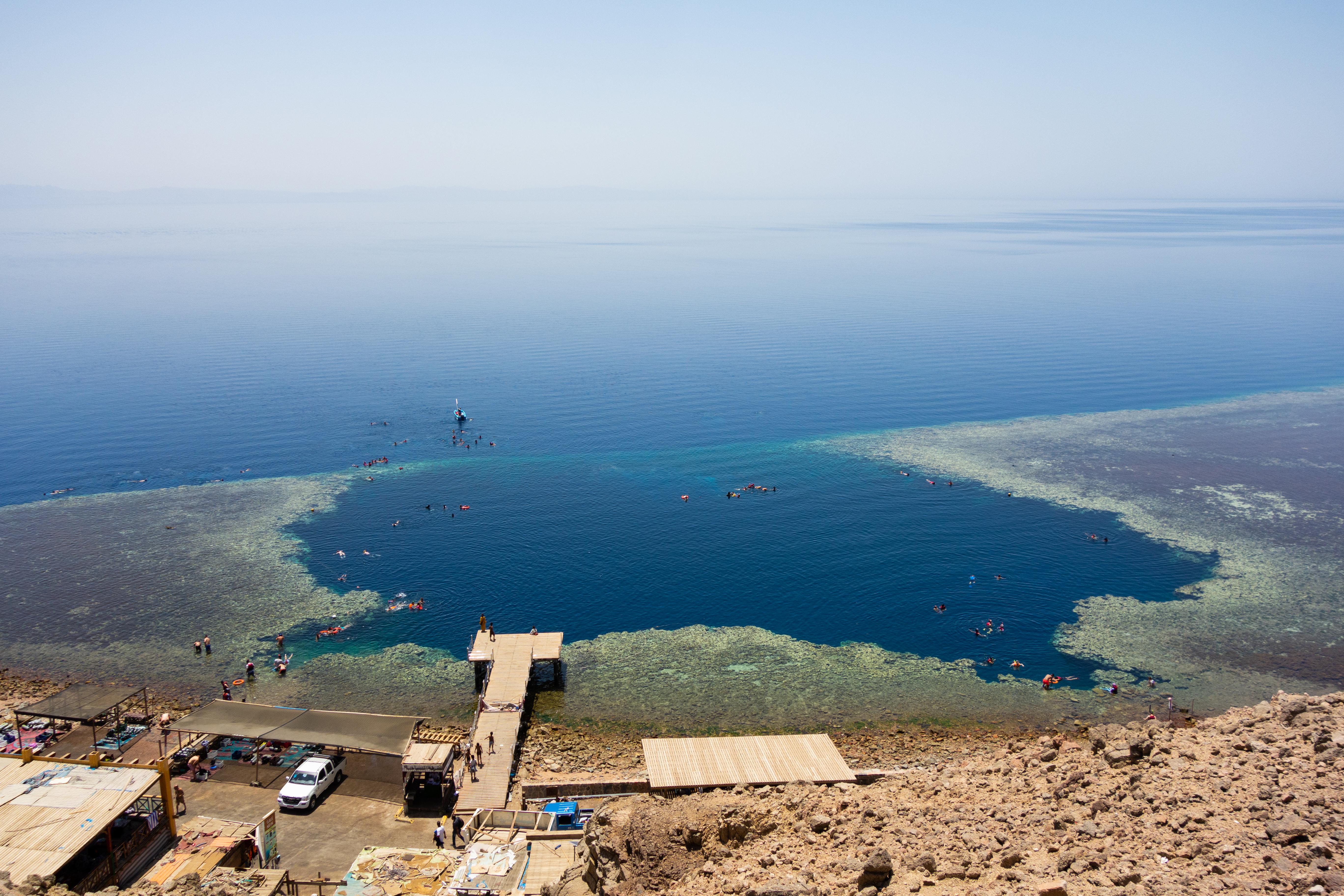
El famoso agujero azul de Dahab.

Dahab (árabe egipcio: دهب  [ˈdæhæb]) es una pequeña localidad egipcia situada en la costa sureste de la península del Sinaí, en Asia, aproximadamente a 80 km (50 millas) al noreste de Sharm el-Sheikh. Su población es de unos 10 000 habitantes nativos, y muchos extranjeros, tanto que se ha vuelto en una comunidad internacional.[cita requerida]
Dahab cuenta con playas sobre el arrecife de coral y ofrece una gran variedad de actividades acuáticas y deportivas entre las montañas, el desierto y el mar.

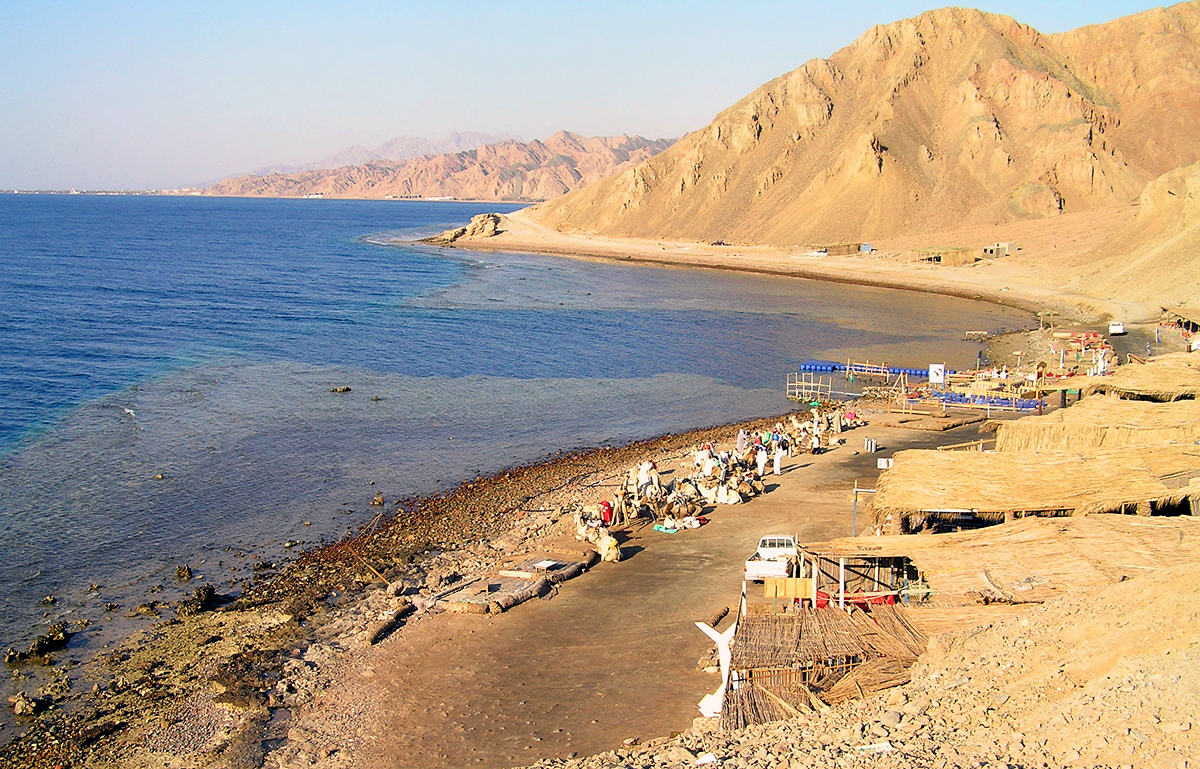
El famoso blue hole de Dahab.

Dahab es uno de los lugares de encuentro de buceadores de todo el mundo que quieren realizar inmersiones en el golfo de Aqaba. Al norte de Dahab se encuentra el agujero azul de Dahab, conocido habitualmente como Blue Hole, una gran dolina coralina sumergida que es un importante punto de buceo y donde se han producido un gran número de accidentes mortales.

## Turismo
Dahab atrae a un gran número de turistas. Es mundialmente conocido por su windsurf. Los vientos confiables proporcionan excelentes condiciones de aguas tranquilas dentro de la lengua de arena de Dahab. Más lejos de la costa, las condiciones onduladas se combinan con fuertes vientos para proporcionar condiciones formidables para los entusiastas del windsurf. Sin embargo, en los últimos años, la laguna dentro de la lengua de arena ha sido invadida por los kitesurfistas , con dos escuelas de propiedad rusa abriendo justo en la playa. El buceo , el buceo libre y el snorkel también son actividades populares con muchos arrecifes inmediatamente adyacentes a los hoteles frente al mar. El cercano Blue Hole (apodado "El sitio de buceo más peligroso del mundo") y Canyon son lugares de buceo de fama internacional. La creciente destrucción de coral por parte de buceadores imprudentes es un problema apremiante que genera cierta preocupación y genera la necesidad de regular más exhaustivamente los centros de buceo.
Las actividades en tierra incluyen escalada en roca, paseos en camello, paseos a caballo, ciclismo, excursiones en bicicleta de montaña , excursiones en jeep y quads . El Monte Sinaí está a dos horas en coche y el Monasterio de Santa Catalina es un destino turístico popular.
Históricamente, la mayoría de los visitantes a Dahab han sido mochileros que viajaban de forma independiente y se hospedaban en albergues, moteles o casas de huéspedes en el área de Masbat. En los últimos años, el desarrollo de hoteles en la zona de Medina ha facilitado la llegada de una gama más amplia de turistas, muchos de los cuales visitan Dahab específicamente para practicar surf, windsurf, buceo, kitesurf, vela y otras actividades.
La palabra Dahab en árabe significa oro y posiblemente sea una referencia a la localidad geográfica; El oro arrastrado desde las montañas del desierto puede haberse acumulado en la llanura aluvial donde se construyó la ciudad. El nombre también puede ser una referencia al color de las arenas al sur del propio pueblo. Algunos lugareños atribuyen el nombre al color del cielo justo después del atardecer.
Una historia local sobre el nombre de la ciudad es que proviene de las inundaciones que arrasan la ciudad cada cinco o seis años. Las tormentas estacionales más grandes que el promedio en las montañas provocan una gran avalancha de agua que desciende hacia el mar, arrastrando consigo grandes cantidades de arena. Durante este tiempo, la ciudad queda dividida en dos por la inundación, la bahía se agita y la arena la tiñe de un amarillo dorado. Esto suele durar unos días y ha causado daños y pérdida de vidas en el pasado, ya que la gente no era consciente de la aparición repentina y de la fuerza con la que se mueve el agua. Hoy, los lugareños están preparados cuando ven las nubes sobre las montañas.
Sin embargo, según los beduinos de la zona, el nombre "Dahab" tiene un origen diferente. Cuando los beduinos llegaron allí, lo llamaron "Waqaat Thahaab" (وقت ذهب), que se traduce literalmente como "El tiempo pasa". Este nombre deriva del hecho de que uno fácilmente podía perder la noción del tiempo cuando estaba allí, ya que los días comenzaban a correr juntos. Luego, el nombre se redujo a "Thahaab" (ذهب), pero los viajeros lo malinterpretaron y pensaron que estaban diciendo Dahab.
Gran parte del coral de los arrecifes cercanos a la costa está desapareciendo lentamente, debido a que un gran número de buzos sin experiencia son sacados. Otro problema considerable es que en Masbat los restaurantes locales están arrojando arena y rocas al mar para ampliar la costa, lo que nuevamente causa perturbaciones en los arrecifes de coral locales.
Los niños beduinos locales, a veces animados por sus familias, acuden a los cafés y restaurantes de la playa para vender artículos como pulseras tejidas a los turistas.

## Atractivos naturales y turísticos
La ciudad tiene muchas de las atracciones más destacadas en Ras Abu Gallum, una reserva natural y una zona de buceo. Es uno de los lugares de buceo más famosos del mundo. La región de Kanoun es una de las mejores zonas de buceo de Al-Asala, una región donde alrededor del 75% de la población de la ciudad se divide en tres áreas (Mubarak City, Zarnouk, Al-Asala), la Isla de Coral y los restos de una fortaleza histórica construida por los cruzados, Al-Mellil, una carretera paralela a la carretera de la costa, que incluye algunos pequeños hoteles, cafeterías y casas. El barrio principal de la ciudad comienza en la calle Al Fanar y luego en la bahía de Masbat. Incluye una amplia gama de tiendas, clubes de buceo, cafeterías, campamentos y hoteles. Incluye una gran cantidad de cafeterías y centros de buceo. También incluye el único impacto que existe: Tel Mashraba. Está ubicado en la antigua ciudad de Dahab. La zona de Wadi Qani, un área que representa la futura expansión urbana de la ciudad porque incluye una amplia oferta de hoteles, servicios y complejos residenciales, así como las áreas del Faro y el Jardín y Oasis. Dahab comprende dos golfos, la Laguna o Ghazala, que se caracteriza por la única playa de arena de la ciudad y la cisterna de la ciudad, así como centros turísticos a lo largo de sus costas que se integran con la naturaleza circundante con quioscos de troncos y palmeras para los turistas.

## Geografía

### Paisaje

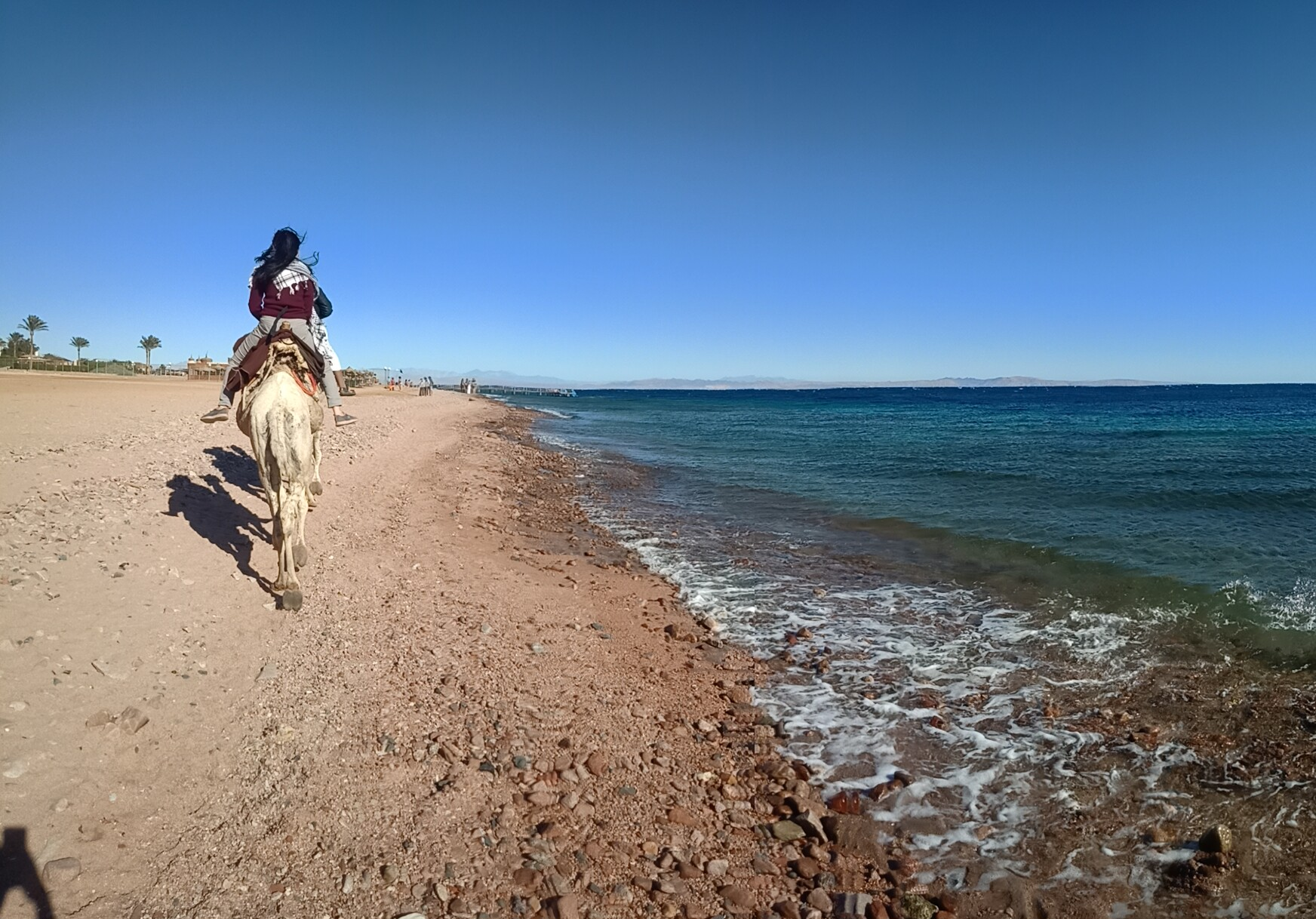
Camello en Dahab

Dahab contiene muchos depósitos minerales, incluidos rutilo, circón, monacita, lecucoxeno y oro. Muchas de ellas son rocas neoproterozoicas como los esquistos.

### Clima
Dahab tiene un clima desértico cálido (Köppen: BWh) como el resto de Egipto. El clima en los días de verano es muy caluroso y también bastante caluroso por las noches. Los días de invierno son cálidos y las noches suaves. Dahab tiene un clima muy seco y las lluvias son escasas, incluso durante los meses de invierno. Las precipitaciones alcanzan su punto máximo en febrero.

## Galería

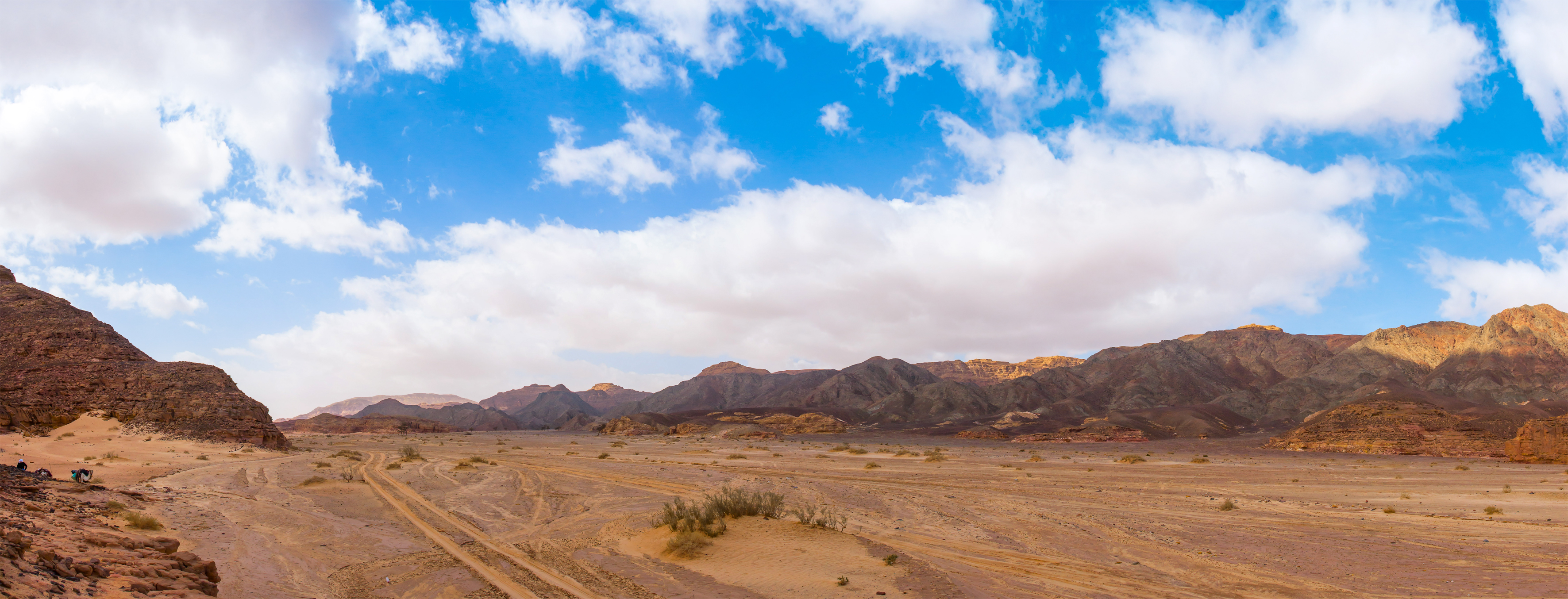
Dahab
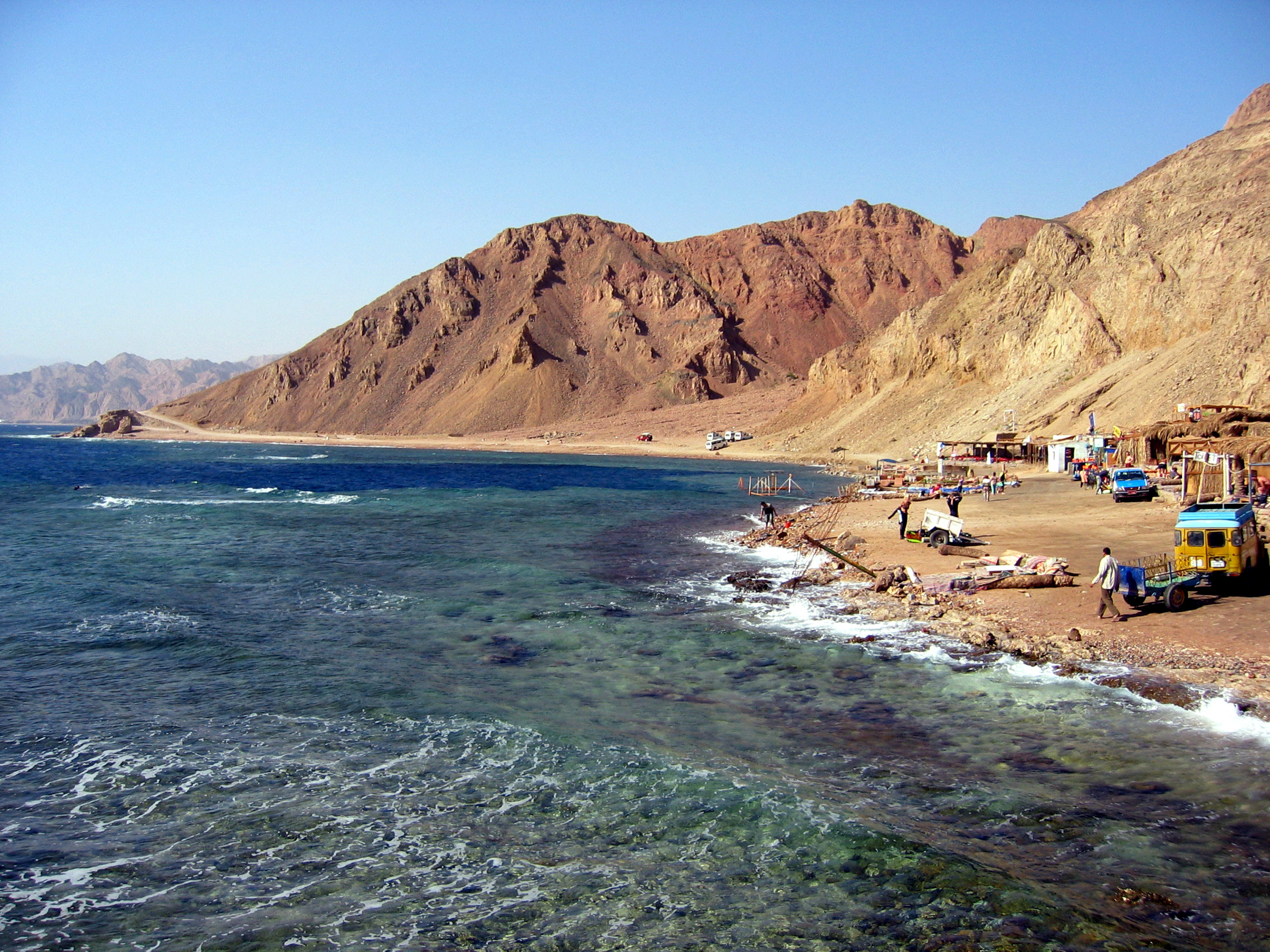
Lugar de buceo "Blue Hole" en Dahab, Egipto
Dos peces bandera del Mar Rojo (Heniochus intermedius), arrecife LighthouseDos peces bandera del Mar Rojo (Heniochus intermedius), arrecife Lighthouse
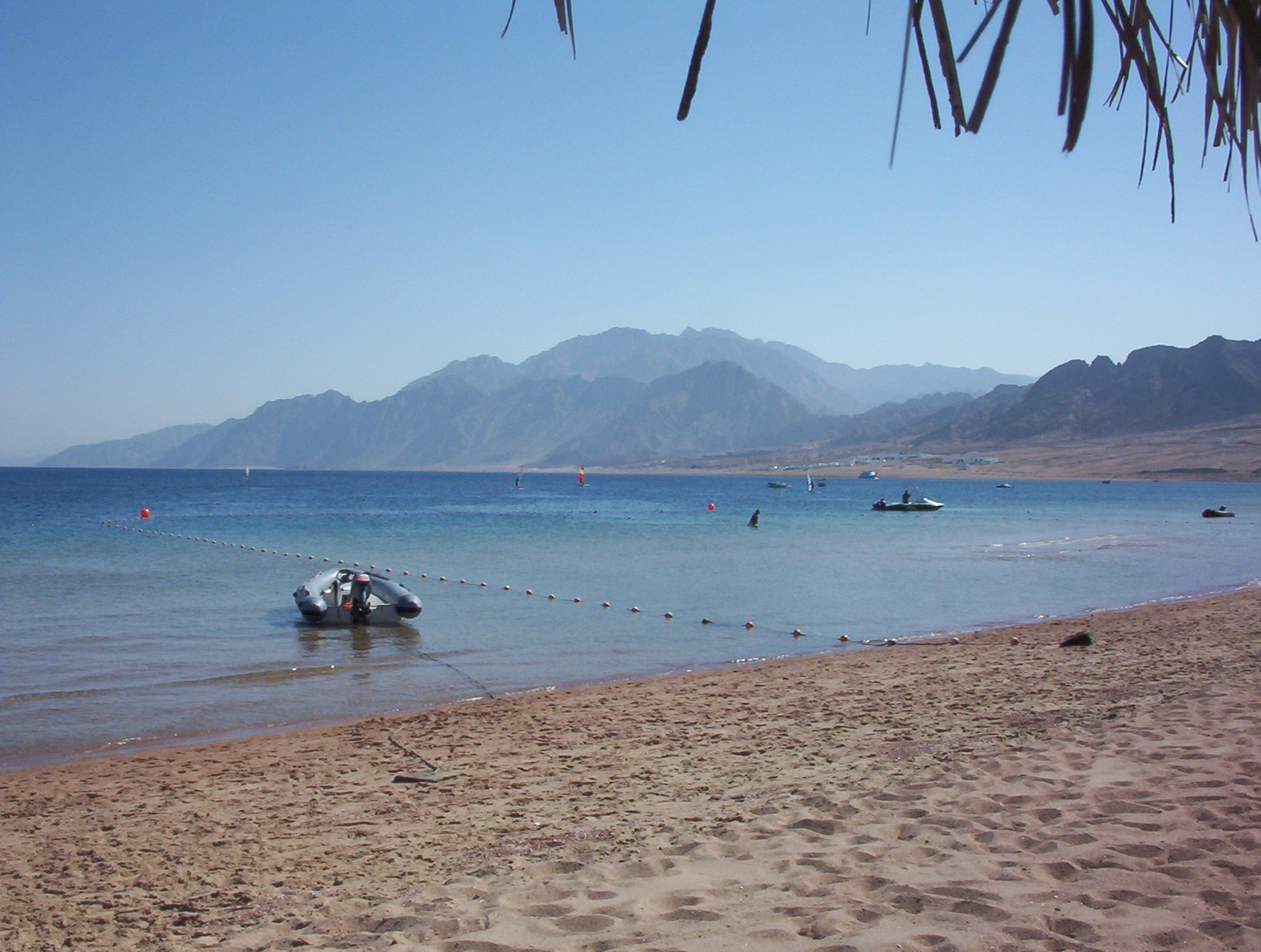
Costa de Dahab
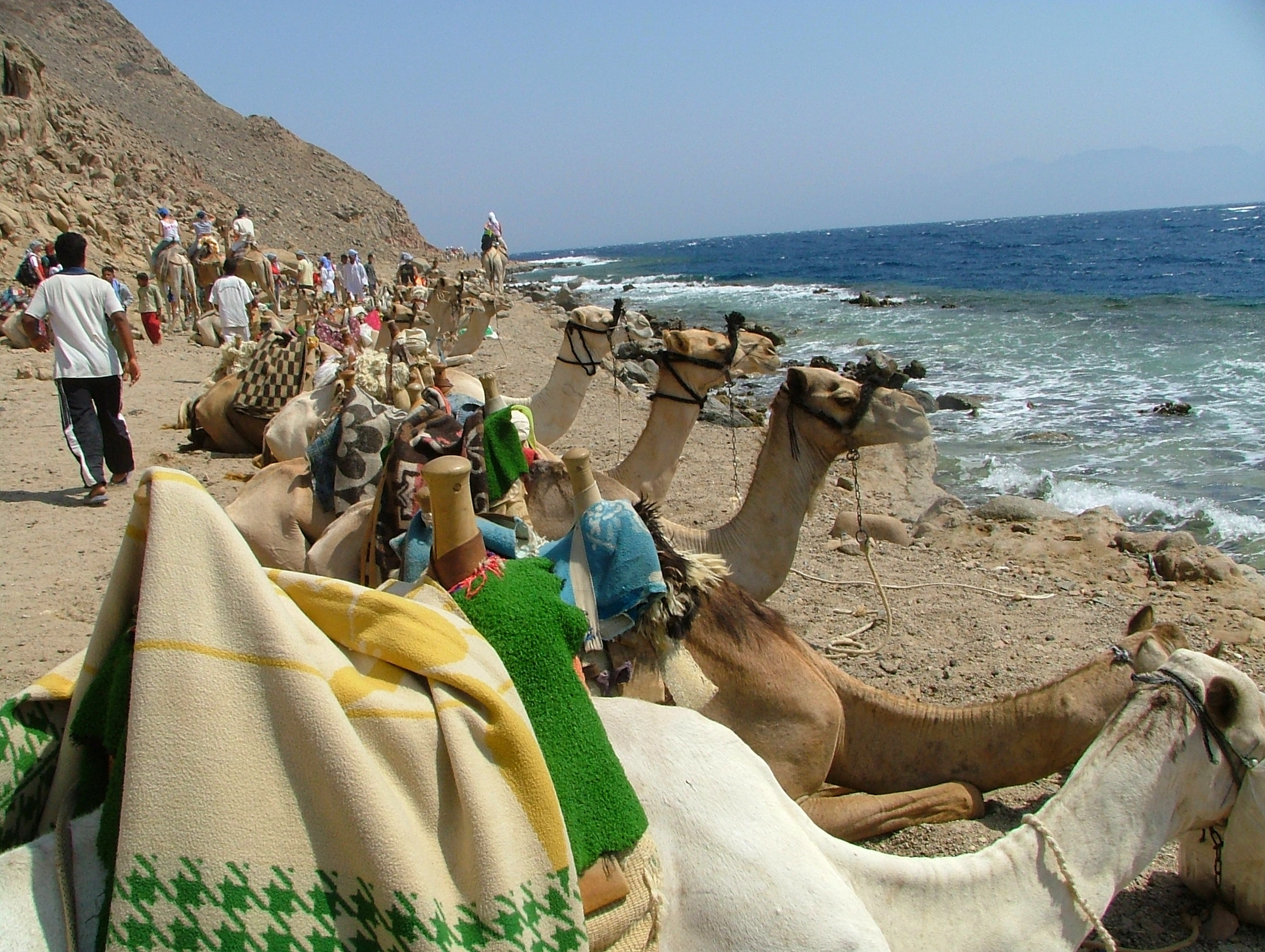
Costa de Dahab